# Aramatle-qo
Aramatle-qo (fl. 580 a.C. circa) è stato un sovrano del regno di Kush.

## Biografia

### Famiglia
Aramatle-qo era figlio e successore del re Aspelta e della regina Henuttakhebit.

Ebbe svariate spose:
- Atamataka, la cui piramide si trova a Nuri (Nu. 55). Uno scarabeo del cuore a suo nome è stato rinvenuto nella tomba Nu. 57;
- Piankh-her, sepolta a Nuri (Nu. 57);
- Akhe(qa?) era una figlia di Aspelta e possibilmente di Henuttakhebit, sarebbe quindi potuta essere una sposa-sorella di Aramatle-qo. Venne sepolta a Nuri (Nu. 38);
- Amanitakaye era una figlia di Aspelta e sposa-sorella di Aramatle-qo. Fu la madre del successore al trono di Nubia, Malonaqen. Venne sepolta a Nuri (Nu. 26) ed è nota da una ushabti ed altri oggetti funerari;
- Maletasen è nota da una ushabti. Fu sepolta a Nuri (Nu. 39).

### Testimonianze archeologiche
Aramatle-qo è noto innanzitutto dalla sua piramide, la Nu. 9 della necropoli di Nuri. Da qui proviene anche un pezzo di collana d'oro recante i suoi cartigli, che poteva essere appartenuta a lui stesso oppure ad un membro della sua corte.

Il suo nome è attestato anche su di un oggetto votivo proveniente da Meroe.

## Titolatura
Sulla falsariga degli antenati della XXV dinastia egizia, molti dei successivi re di Nubia adottarono la titolatura reale egizia. Aramatle-qo non fece eccezione:
| G5 |

| G5 |

|       |
| \| \| |
|       |
|       |

|  |

|       |
| \| \| |
|       |
|       |

|  |

| G16 |

| G16 |

|  |

| G8 |

| G8 |

|  |

| M23 · X1 | L2 · X1 |

| M23 · X1 | L2 · X1 |

| ra | M14 | kA |

| ra | M14 | kA |

| ra | M14 | kA |

| ra | M14 | kA |

| ra | M14 | kA |

| ra | M14 | kA |

| ra | M14 | kA |

| ra | M14 | kA |

| G39 | N5 |

| G39 | N5 |

| G5 | U1 | U33 | E23 · N29 |

| G5 | U1 | U33 | E23 · N29 |

| G5 | U1 | U33 | E23 · N29 |

| G5 | U1 | U33 | E23 · N29 |

| G5 | U1 | U33 | E23 · N29 |

| G5 | U1 | U33 | E23 · N29 |

| G5 | U1 | U33 | E23 · N29 |

| G5 | U1 | U33 | E23 · N29 |